# Ecliptopera triangulifera
Ecliptopera triangulifera là một loài bướm đêm trong họ Geometridae.